# De laatste droom van de oude eik
De laatste droom van de oude eik is een sprookje van Hans Christian Andersen, het verscheen in 1858.

## Het verhaal
Op de helling bij het open strand staat een oude eik, hij is driehonderdvijfenzestig jaar oud. In de winter slaapt de boom en hij heeft medelijden met mugjes die slechts één dag leven. Het mugje zegt te genieten en vraagt zich af of alles over zal zijn als hij er niet meer is. De boom zegt er dan nog wel te zijn, en de mug vraagt dan of alles over zal zijn als de boom er niet meer is. De boom antwoordt dat alles nog veel langer bestaan zal. Het mugje vraagt zich af wat dan het verschil is tussen de mug en de boom.
Het mugje ruikt klavers, wilde rozen, vlier, kamperfoelie, lievevrouwebedstro, sleutelbloemen en kruizemunt en voelt zich een beetje dronken. 's Nachts slaapt het mugje vredig in en de eik treurt om het korte leven. De boom heeft de lentemorgen, zomermiddag en herfstavond beleefd en zijn bladeren vallen. Er valt sneeuw en de boom droomt, hij was ooit een eikeltje. Hij leeft in zijn vierde eeuw en is de grootste boom in het bos. Houtduiven en een koekoek wonen in zijn kroon en in de winter kraaien en roeken.
Rond kerst krijgt de boom zijn mooiste droom, alles wat hij al die jaren heeft gezien trekt aan hem voorbij. Ridders en edelvrouwen, een valk en het geluid van een jachthoorn. Honden blaffen en vijandelijke soldaten in uniform slaan hun tenten op en breken ze weer af. Verliefde paartjes komen samen in het maanlicht en snijden de beginletters van hun namen in de bast van de nog jonge boom. De boom wil nog hoger reiken en voelt het leven in de aarde, hij groeit tot boven de wolken en elk blad kan zien alsof het ogen heeft. De sterren zijn overdag zichtbaar en de boom is gelukkig.
De boom wil dit gevoel delen met de andere bomen in het bos en de struiken, planten en bloemen. Dan ruikt hij de geur van lievevrouwebedstro en kamperfoelie met viooltjes. Hij ziet de andere bomen onder hem groeien en de berk is het snelst. De boom wil nog meer planten mee, zoals het riet en de wilde appelboom. De wortels van de boom maken zich los van de aarde. Hij vliegt omhoog en alle geliefden vergezellen hem. Er is een storm opgestoken en golven gaan over het strand. De boom wordt losgerukt en valt op het moment dat hij droomt omhoog te zweven. Zijn driehonderdvijfenzestig jaar zijn zoals de ene dag van het mugje.
Op kerstochtend klinken de kerkklokken en uit iedere schoorsteen komt rook. Het is blauwe rook zoals van het altaar van het druïdenfeest, het is offerrook van de dankbaarheid. Op een schip worden de vlaggen gehesen en ze zien dat de boom op het land verdwenen is. Niks kan het baken vervangen. Vanaf het schip klinkt psalmgezang, de zeelui geven blijk van hun vreugde over het kerstfeest. De ziel van alle mensen werd verlost door Christus en zij heeft het eeuwige leven gekregen.